# Suhpalacsa flavipes
Suhpalacsa flavipes är en insektsart som först beskrevs av Leach 1814.  Suhpalacsa flavipes ingår i släktet Suhpalacsa och familjen fjärilsländor. Inga underarter finns listade i Catalogue of Life.